# Heradion momoinum
Heradion momoinum är en spindelart som först beskrevs av Ono 2004.  Heradion momoinum ingår i släktet Heradion och familjen Zodariidae.
Artens utbredningsområde är Vietnam. Inga underarter finns listade i Catalogue of Life.